# Spore (videogioco 2008)
Spore è un videogioco multigenere per giocatore singolo, sviluppato dalla Maxis e ideato da Will Wright. Il videogioco tratta il tema dell'evoluzione, a partire da una forma di vita unicellulare fino all'evoluzione di una forma di vita in grado di esplorare l'universo. Spore venne pubblicato per Microsoft Windows e macOS, il 5 settembre 2008 in Europa e Giappone e il 7 settembre 2008 in Nord America e Asia. In Australia il gioco venne pubblicato il 4 settembre 2008.

## Modalità di gioco
Il videogioco si basa sull'evoluzione di una specie vivente, partendo da organismi unicellulari, fino all'evoluzione di una forma di vita in grado di conquistare la Via Lattea. Il gioco consiste in sei fasi, il cui stile è ispirato a giochi già esistenti e molto conosciuti. All'annuale riunione dell'Academy of Interactive Arts & Sciences del 7 febbraio 2007, venne mostrata una diapositiva che in realtà illustrava otto fasi di gioco. Al seminario TED del marzo 2007, Wright rivelò l'esistenza di sole cinque fasi.
I videogiochi e i film che Wright ha associato alle varie fasi sono:
1. Pac-Man per la fase delle cellule,
2. Diablo per la fase delle creature,
3. Populous per la fase tribale,
4. SimCity, Risiko! e Civilization per la fase di civilizzazione,
5. SimEarth, Destroy All Humans!, Incontri ravvicinati del terzo tipo e 2001: Odissea nello spazio per la fase spaziale, con elementi di sandbox per il tipo di gioco.

La conclusione di ciascuna fase del gioco determina la partenza della fase successiva, non solo dal punto di vista fisico, ma anche dal punto di vista delle abilità che si ottengono: per esempio, nella fase cellulare, mangiare più carne che vegetali renderà l'organismo nella fase delle creature un carnivoro, e ne condizionerà sia l'aspetto che il comportamento.
Durante la conferenza TED del 2007, Wright ha affermato che tutte le fasi possono essere accelerate, in modo che interi eoni passino in poco tempo, per meglio sperimentare la biosfera del pianeta.

### Comparsa della vita
Il videogioco inizia con una meteora che precipita su un pianeta scelto dal giocatore, richiamando il concetto di panspermia, ovvero la teoria che suggerisce che la vita si sia sparsa nell'Universo tramite meteoriti o comete che trasportavano molecole fondamentali per la vita.

### Fase cellula
Nel corso della prima fase il videogiocatore controlla un semplice microrganismo unicellulare in un ambiente 2D, nel quale esso può nuotare, cacciare e divorare altre cellule. Il giocatore inizialmente può personalizzare l'organismo scegliendo, non solo l'aspetto fisico, ma anche la sua natura: carnivora o erbivora.
L'obiettivo consiste nello sviluppare la cellula, attraverso l'accumulo di punti DNA, utilizzati come valuta per acquistare potenziamenti e successive personalizzazioni. Per ottenere questi punti è necessario nutrirsi di altri organismi o alghe.
Ogni modifica della propria creatura segnerà l'inizio di una nuova generazione. Con il loro passare, il microrganismo diventa sempre più grande e complesso, e, alla fine di questa fase si potrà decidere se rendere la creatura in grado di avventurarsi sulla terraferma. Le gambe non sono un requisito fondamentale, dove le future generazioni erediteranno tutte le caratteristiche delle loro progenitrici cellule, finché non verranno rimosse dal giocatore. Con la fine di questa fase si determinerà se il vostro animale sarà carnivoro, onnivoro o erbivoro, in base alle impostazioni date durante la fase precedente.

### Fase creatura
Con il progredire dell'evoluzione, la nostra cellula diventerà un organismo pluricellulare. A quel punto, lasciato l'ambiente marino, questa si lancerà alla conquista della terraferma.
L'ambiente 3D è articolato attraverso un sistema di controllo in terza persona, che permette di spostarsi nell'ambiente, e di una minimappa per orientarsi. Nella mappa saranno presenti diversi nidi, i quali segneranno l'habitat delle diverse specie animali presenti sul pianeta. Questa fase prevede in primo luogo la personalizzazione completa della propria creatura, che, successivamente non sarà più possibile modificare. La schermata di modifica di questa fase, infatti, è molto più dettagliata e articolata: la creatura può essere cambiata sia a livello strutturale, modificandone forma e grandezza, sia a livello fisico che estetico.
Le caratteristiche di una creatura si misurano in base a cinque parametri, ognuno dei quali verrà misurato con un massimo di 5 punti: "Velocità", "Salute", "Socializzazione", "Abilità" e "Attacco". Questi saranno potenziabili attraverso specifiche modifiche nell'editor della creatura.

### Fase tribù
La creatura sarà ora in grado di formare una tribù. In questa fase il controllo passa dal singolo individuo al gruppo, dove l'obiettivo è soggiogare un certo numero di altre tribù presenti sulla mappa, anche di specie diverse da quella del giocatore. Lo scopo è passare alla fase successiva.

### Fase civiltà
Nella fase tribù vi erano ancora svariate specie a contendersi il pianeta, mentre nella fase civiltà, l'unica specie rimasta è quella del giocatore, ma è divisa in più fazioni. Pertanto per procedere alla conquista dello spazio sarà necessario unificare il pianeta sotto un unico governo. Contemporaneamente allo sviluppo della città, il giocatore si dovrà interessare delle relazioni con le altre civiltà dello stesso pianeta. Si potranno usare sia strategie diplomatiche che strategie militari. Questa fase di gioco si ispira in gran parte al precedente successo di Will Wright, SimCity. Durante la fase civiltà è di assoluta importanza assicurarsi il possedimento dei giacimenti di Spezia sparsi per il pianeta, la "moneta" di questa fase, grazie alla quale il videogiocatore potrà costruire edifici, veicoli terrestri, veicoli marini e successivamente aerei.

### Fase spazio
Giunti a controllare l'intero pianeta, la nostra città sarà in grado di produrre un'astronave, con la quale si darà inizio all'era spaziale. Questa è la fase più lunga ed articolata dell'intero gioco, che presenta sia elementi di esplorazione e di colonizzazione che di diplomazia. La galassia in cui è ambientata questa fase è la Via Lattea, che conta circa 500 000 sistemi solari, ognuno dei quali costituito da un minimo di 1 ad un massimo di 5 pianeti; inoltre, sono presenti nebulose, buchi neri, sistemi binari di stelle e supernova. Progredendo e avanzando di livello si sbloccheranno strumenti di terraformazione e di evoluzione per specie primitive, così da lasciare all'utente una grande libertà. Una volta reso un pianeta abitabile, sarà possibile creare creature all'interno della navetta spaziale. Esiste anche uno strumento che rende gigantesche le creature artificiali, rendendole "Epiche". Queste influiranno negativamente sull'ecosistema dei pianeti, perché saranno ostili a tutte le altre specie. Il giocatore potrà addirittura distruggere interi pianeti grazie ad un potentissimo raggio acquistabile. Inoltre esiste la possibilità di migliorare le relazioni con gli altri imperi tramite un "raggio gioioso", che, utilizzato su un determinato pianeta, migliorerà gradualmente le relazioni con l'impero che domina il pianeta. Nella galassia si trovano diversi imperi alieni, ognuno dei quali ha una filosofia e un allineamento che influiscono sui rapporti diplomatici:
- Filosofia della prosperità (corrispondente all'allineamento Commerciante);
- Filosofia dell'armonia (corrispondente all'allineamento Sciamano);
- Filosofia della legge (corrispondente all'allineamento Cavaliere);
- Filosofia della forza (corrispondente all'allineamento Guerriero);
- Filosofia della fede (corrispondente all'allineamento Zelota);
- Filosofia della scienza (corrispondente all'allineamento Scienziato);
- Filosofia della fortuna (corrispondente all'allineamento Bardo);
- Filosofia dell'ordine (corrispondente all'allineamento Diplomatico);
- Filosofia della vita (corrispondente all'allineamento Ecologista).

La filosofia del proprio impero dipenderà dal comportamento del giocatore nelle 4 fasi precedenti. Se il giocatore inizierà la partita direttamente dalla fase Spaziale, saltando le altre, il suo impero sarà classificato nell'allineamento Girovago.
EA ha affermato l'esistenza di un "finale segreto" scopribile solo dai giocatori più assidui: si tratta di una specie di energia misteriosa situata al centro della galassia, sorvegliata e circondata dai Grox, un terribile e aggressivo impero che nasconde un incredibile segreto. Al centro della galassia vi è un grandissimo buco nero: dopo esservi entrati vi sarà consegnato il Bastone della Vita, un potente strumento che usato su un pianeta lo farà arrivare al livello di terraformazione T3 (il livello massimo). Raggiungendo il centro della galassia si sbloccherà inoltre l'obiettivo "42".

#### La Terra e il Sistema Solare
Come accennato precedentemente, nella galassia di Spore sono presenti anche la Terra e il Sistema Solare. Trovare la Terra è uno degli obiettivi che si possono individuare nell'omonima sezione della Sporepedia. Come per tutti gli altri pianeti, è possibile colonizzare la Terra. Visto che la "galassia" di Spore non è altro che la Via Lattea. I programmatori del videogioco hanno inserito il Sistema Solare esattamente dove si trova nella realtà, ovvero nel secondo "braccio" a sinistra partendo dal "braccio" centrale in alto della galassia, subito dopo la prima interruzione (angolo: 225,06; distanza: 7.295,43).
La "Terra di Spore" è esattamente uguale al nostro pianeta, sia nella proporzione tra terre emerse e acque, che nella forma dei continenti. Come negli altri pianeti, per colonizzarla occorre collocarvi un incredi-kit coloniale, che però modifica in parte il profilo delle terre emerse; pertanto l'unico posto dove è possibile collocare il kit senza alterare la forma dei continenti è la zona corrispondente alla Russia.
Il Sistema Solare è costituito da: Mercurio, Venere, Terra, Luna, Marte, Giove, Ganimede (satellite di Giove), Saturno, Titano (satellite di Saturno), Urano, Nettuno e il Sole.

## Obiettivi
In Spore sono presenti 101 obiettivi, molti dei quali si sbloccano grazie ad azioni che si compiono durante il gioco, per altri invece è richiesta la registrazione al server di Spore. Gli obiettivi sono così divisi: 13 sbloccabili solo con la registrazione nel server di Spore, 7 nella fase cellula, 14 nella fase creatura, 9 nella fase tribù, 10 nella fase civiltà, 39 nella fase spazio, 9 nascosti in tutte le fasi.

## Contenuti multiplayer
Nonostante Spore sia un videogioco per singolo videogiocatore, tutti i diversi contenuti creati dai giocatori, vengono inviati a un database centrale. Quando poi, nella propria partita, vi è la necessità di popolare un pianeta ad esempio, se si possiede una connessione ad internet, il gioco scarica automaticamente il materiale necessario da questo database centrale, "contaminando" quindi la partita con quella di altri giocatori. Il gioco tuttavia rimane single-player: se nella propria partita si estingue una razza scaricata da internet, questa razza non viene cancellata dal database o dalla partita dell'altro giocatore. Attraverso la pagina MioSpore il giocatore può vedere le statistiche delle proprie creazioni.

## Spore Creature Creator
Lo Spore Creature Creator è una sorta di demo giocabile uscito il 17 giugno 2008. Vi sono due versioni: la prima, scaricabile gratuitamente dal sito ufficiale, comprende un 25% delle parti per costruire la creatura disponibile; la seconda, in vendita nei rivenditori, comprende tutte le parti. È possibile, una volta acquistato il gioco completo, giocare con le creature create con l'editor.

## Editor
L'editor è una delle maggiori novità introdotte da questo gioco. Infatti permette al giocatore di modificare qualsiasi elemento di Spore con cui è possibile interagire: la creatura, gli edifici, ecc.
Tutti gli editor, tranne quello per i microbi, contengono una schermata 3D nel quale è visualizzato l'oggetto che stiamo modificando, una lista di parti aggiungibili, e, nella parte alta, delle statistiche. Lo scopo della Maxis era di fornire uno strumento con potenza simile a un editor 3D, ad esempio Maya, ma con intuitività e semplicità d'uso alla portata del giocatore medio. Alla presentazione di Spore all'E3 2006 sono stati mostrati 6 editor di tipi diversi: uno per le creature, uno per le capanne, uno per gli edifici, uno per i veicoli, uno per l'UFO e uno per la vegetazione (quest'ultimo non sarà presente nella versione finale)
Nella stessa presentazione è stato mostrato anche il funzionamento di uno di essi: l'editor delle creature. Partendo da una spina dorsale, il giocatore è in grado di formare come desidera la struttura della sua creatura. Dopodiché, può aggiungere alla nuova forma, braccia, gambe, mani, piedi, ornamenti e organi sensoriali. Oltre all'estetica, l'aggiunta di questi elementi porterà a un cambiamento delle statistiche della creatura, quali forza e velocità. Alla creatura è inoltre possibile applicare delle colorazioni e delle texture, e infine, provarla in una sandbox per testare che tutto vada bene.
Con la patch 1.03, pubblicata il 28 novembre 2008, sono state aggiunte 24 diverse parti dell'esoscheletro: 12 arti superiori e 12 arti inferiori. Con il "Parts Pack" di Spore, Creature Buffe e Mostruose, vengono introdotte molte nuove parti che permettono la creazione di creature buffe e carine e creature mostruose e orribili. Vengono introdotte nell'editor creature, anche 48 nuove colorazioni e nuove animazioni e scenari nella Modalità Prova dell'editor creature. Infine è stata pubblicata online da Dr. Pepper la patch 1.06, patch non riconosciuta dalla Maxis, ma comunque considerata dall'EA non illegale. La patch introduce 14 nuove parti robotiche con cui è possibile creare Androidi e Cyborg.

## SporePedia
Nel gioco è presente un'enciclopedia che elenca tutte le creature incontrate con le rispettive abilità e punti di forza. Il design è basato sui giochi di carte collezionabili come Magic: l'Adunanza. Inoltre se una creatura è stata creata con una versione non installata sul proprio pc si creerà un bug che causerà il blocco del gioco. Un modo per accorgersene è cliccare sulla creazione e vedere se in basso a destra l'icona per modificarla si è colorata o no. Si può inoltre bandire una creatura, scaricata e non già presente nel gioco, e non averla più nella SporePedia, a meno che non la si cerchi spontaneamente.

## Vendite
Già prima del 5 settembre 2008, a Spore erano state dedicate 5 milioni di pagine web, mentre i filmati delle creature su YouTube erano oltre 20 000. Le creature realizzate con il Creature Creator nei 18 giorni seguenti la distribuzione di quest'ultimo raggiunsero quasi i 2 milioni. Il 25 settembre 2008, a 20 giorni dalla messa in commercio del videogioco, è stato reso noto che Spore ha superato il milione di copie vendute in tutto il mondo su PC, Mac e Nintendo DS; inoltre, sempre alla stessa data, la comunità di giocatori aveva creato e inserito nella Sporepedia oltre 25 milioni, tra creature, edifici e veicoli. Il 31 ottobre 2008 EA rende noti i risultati del secondo trimestre dell'anno fiscale 2009, conclusosi il 30 ottobre, dai quali si evince che Spore ha venduto quasi 2 milioni di copie, rendendolo il videogioco più venduto per PC in America Settentrionale e al terzo posto in Europa; alla stessa data oltre 40 milioni di creature sono state incluse dagli utenti nella Sporepedia. Nel gennaio 2009, in una recensione di Spore: Avventure Galattiche, la rivista online "Videogame Nextgame.it" afferma che Spore ha venduto oltre 3 milioni di copie.

## Controversia SecuROM
Come misura preventiva contro la copia del gioco, Spore utilizza una versione modificata di un controverso software, DRM, SecuROM. Electronic Arts definisce "standard" questa protezione, ma la sua rigidità ha fatto sì che oltre il 90% delle persone che lo hanno recensito su Amazon.com, gli abbiano assegnato solo una stella (il voto minimo); tra l'altro, queste recensioni negative erano state temporaneamente rimosse da Amazon, che si è giustificato dicendo che è stata colpa di un glitch del sistema. L'adozione di SecuROM ha inoltre dato origine a controversie legali.
Le misure di protezione, che limitano il numero di installazioni e rendono necessaria una connessione ad internet sempre attiva, sono comunque state prontamente aggirate tramite patch non autorizzate. A causa del danno di immagine ricevuto da queste restrizioni, la EA sembra intenzionata a pubblicare una patch che ridurrebbe le restrizioni all'uso del gioco.

## Critica
In Italia la rivista Giochi per il mio computer, ha recensito Spore nel numero di ottobre 2008 con un voto di 9/10, mentre ha ricevuto 88% su The Games Machine. Gli aggregatori di voti Metacritic e Game Rankings hanno, al 13 settembre 2008, una media percentuale rispettivamente di 85 e 86% per le versioni Windows e Macintosh.
Il 3 novembre 2008 la rivista TIME ha inserito Spore tra le 50 migliori invenzioni dell'anno 2008, assegnando al videogioco la 20ª posizione. Il giornale ha motivato la scelta riferendosi al successo di Will Wright come "blasfemo, brillante o entrambe le cose".
Secondo Wired, Spore si classifica invece tra i giochi più deludenti dell'anno, mentre il New York Times lo classifica addirittura come "Gioco più deludente del 2008".
Alcuni critici segnano l'Editor delle creature come una delle parti forti del gioco, mentre criticano le grafiche animate ed il gameplay estremamente semplificato e superficiale.

## Seguito
Inizialmente annunciato dalla Maxis per l'inizio del 2011, non fu mai distribuito, in quanto la EA decise di puntare su un nuovo tipo di gioco, collegato solo sotto pochi punti di vista a Spore, chiamato Darkspore. Nonostante ciò, durante l'annuncio del gioco, la EA ha prodotto un trailer riguardante il seguito di Spore che però è stato rimosso quando il progetto di Spore 2 è stato sostituito con Darkspore. Il trailer mostrava l'evoluzione di una cellula fino alla scoperta dello spazio in sette fasi: fase cellula, fase acquatica, fase tribù, fase medioevo/industrializzazione, fase civiltà e fase spazio. Al termine del trailer si poteva vedere la razza della creatura del giocatore che si ramifica per tutta la galassia, per poi partire per altre, dando così la possibilità di pensare che in Spore 2 ci fosse la possibilità di spostarsi in altre Galassie. Per ora non si hanno altre notizie ufficiali sull'uscita di questo titolo.

## Sviluppo
Durante lo sviluppo il gioco è stato soggetto a cambiamenti radicali. Nella dimostrazione del 2005, Spore presentava grafiche più realistiche, sangue e soprattutto un gameplay più complesso, come il poter trascinare una preda fino al nido per cibarsene, mentre la versione moderna è stata semplificata pesantemente per i casual gamer, presentando grafiche animate e gameplay estremamente semplificati.
La galassia nella versione del 2005 si avvicinava più alla versione reale della Via Lattea, mentre nella versione attuale ha 5 braccia galattiche ben visibili e colorate di viola. Il cambiamento è stato probabilmente causato dalla rottura del team di Maxis, in cui si sono formati due team, uno "scientifico", che voleva che il gioco fosse più realistico possibile e complesso, diretto da Will Wright, e un team "Cute" che voleva grafiche più semplici come cellule con occhi tondi e animati, gameplay semplificato, diretto da Chris Hecker. Alla fine il gioco dovette essere semplificato perché il team "Cute" vinse, supportato dalla EA.
Inoltre intere fasi sono state tagliate. Originariamente erano 9: Molecolare, Cellula, Acquatica, Creatura, Tribale, Città, Civiltà, Spazio e Galattica, delle quali 4 vennero tagliate e riaggiunte più volte durante lo sviluppo, ma vennero ultimamente rimosse del tutto la fase Molecolare, la fase Acquatica, la fase Città e la fase Galattica.